# لوكا بيوفيتش
لوكا بيوفيتش هو لاعب كرة قدم كرواتي في مركز الوسط، ولد في 27 يوليو 1994 في كرواتيا. لعب مع نادي بودبريزوفا.